# Anthela callixantha
Anthela callixantha là một loài bướm đêm thuộc họ Anthelidae. Loài này có ở Úc.